# Peregrin Bral
Peregrin Bral (2990 Třetího věku – 70 Čtvrtého věku), spíše známý jako Pipin nebo Pip, je jednou z hlavních postav románové trilogie spisovatele J. R. R. Tolkiena Pán prstenů. Pipin je hobit pocházející z Kraje.
Ve filmu ho hraje herec Billy Boyd.

## Život
Pipin se narodil roku 2990 Třetího věku, matkou mu byla Rosana Stránská a otcem Paladin Bral. Měl tři starší sestry, ale žádného bratra, nicméně byl od dětství blízkým přítelem Smělmíra Brandoráda, s nímž vycházel jako s bratrem. Oba byli přátelé Froda Pytlíka, a když se rozhodl opustit Kraj jen se Samem Křepelkou, Pipin se Smíškem se k němu připojili.
Hobiti vyšli na cestu neozbrojeni, ale poté, co je Tom Bombadil osvobodil ze zajetí Mohylového ducha, vzal si Pipin – stejně jako ostatní hobiti – starodávnou dýku, kterou používal jako krátký mečík.
S Aragornovou pomocí hobiti dorazili do Roklinky, kde se konala Elrondova Rada, na níž bylo rozhodnuto, že Frodo se vypraví do Mordoru, aby se tam pokusil zničit Jeden prsten. Na pomoc mu bylo vybráno osm společníků, kteří utvořili Společenstvo Prstenu. Pipin se Smíškem se ke Společenstvu připojili, i když Elrond byl proti tomu, aby Pipin na výpravu šel, a hodlal ho poslat zpět do Kraje jako poslíčka, který měl varovat Krajany před hrozící válkou s Temným pánem. Gandalf se však za Pipina přimluvil, protože věřil, že pevné přátelství hobitů je cennější než jejich bojové schopnosti. Jistě stojí za povšimnutí, že oba, Elrond i Gandalf měli zčásti pravdu – Pipin dlouho nebyl Společenstvu příliš užitečný, ale nakonec sehrál významnou roli; Kraj ovšem postihlo zlo, způsobené Sarumanem, jemuž možná mohl Pipin zabránit.
Peregrin byl nejmladším členem celého Společenstva, nebyl dokonce jako hobit ani plnoletý (hobiti dosahují plnoletosti ve 33 letech). Společenstvo se vydalo na cestu a po neúspěšném pokusu překonat Mlžné hory průsmykem Caradhrasu vstoupilo do opuštěných trpasličích dolů Morie. Při jednom noclehu Pipin ze zvědavosti vhodil kámen do studny, který zřejmě poprvé upozornil skřetí stráže na vetřelce. Po úniku z Morie, kde padl Gandalf, přišel zbytek Společenstva do elfího lesa Lothlórienu. Když jej opouštěli, Galadriel, Paní z Lesa, každému členu Společenstva věnovala dary. Pipin se Smíškem dostali ozdobné opasky ke svým mečíkům, elfí pláště a lembas, cestovní chléb elfů.
Po rozpadnutí Společenstva nad Rauroským vodopádem byl se Smíškem svědkem Boromirovy hrdinské smrti, když se je snažil zachránit před skuruty, kteří je chtěli odvléct do Železného pasu. Smíšek byl skřety vážně zraněn a během skřetího putování byl po většinu času v bezvědomí, takže iniciativu k útěku vyvíjel Pipin. Cestou dostal nápad a odhodil na zem elfí sponu, kterou dostal v Lothlórienu. Tu pak našli Aragorn, Legolas a Gimli a dostali tak naději, že hobiti ještě žijí. Skuruti byli po dlouhém putování Rohanen pobiti rohanskými jezdci a Smíšek s Pipinem utekli do Fangornského lesa. Tam potkali Stromovouse, nejstaršího z entů. Ve Fangornu jim Stromovous dal pít entí vodu, po níž hobiti vyrostli a stali se nejvyššími hobity v historii Středozemě (měřili 4,5 stopy). Pobouřen jejich vyprávěním o Sarumanově zradě Stromovous svolal Entí sraz, kde se rozhodlo, že enti půjdou do války proti Sarumanovi. Společně s enty dobyli Železný pas a postarali se o Sarumanovu porážku.
V Železném pasu našel Pipin palantír, který z věže shodil Gríma Červivec. Pipina palantír velice zaujal, a tak jej v noci vzal Gandalfovi a zadíval se do něj. Skrz palantír k němu promluvil sám Sauron. Pipin sice neřekl žádné tajné informace, ale byla to pro něj velmi bolestivá zkušenost. Gandalf jej poté vzal do Minas Tirith, města, které Pipin v palantíru viděl hořet, zatímco Smíšek zůstal s králem Théodenem, a s Pipinem se tak poprvé rozdělili.
V Minas Tirith byl s Gandalfem přijat na audienci k Denethorovi, správci Gondoru. Denethor totiž doufal, že se od Pipina snadněji než od Gandalfa dozví podrobnosti o účelu výpravy Společenstva. Zpočátku však s Pipinem jednal dosti pohrdlivě, protože v něm viděl příčinu smrti svého milovaného syna Boromira. Pipina Denethorovo jednání mrzelo, a proto Denethorovi nabídl své služby, aby odčinil Boromirovu smrt. Denethorovi se zalíbila Pipinova statečnost a jeho přímé jednání, a proto jej přijal za vojáka Minas Tirith a jmenoval ho Strážcem Citadely.
Pipin si poměrně rychle získal oblibu mezi gondorskými vojáky, pro něž byl statečný malý človíček zvláštností. Zejména se blízce spřátelil se Strážcem Beregondem a jeho malým synem Bergilem.
Když se do Minas Tirith vrátil Denethorův mladší syn Faramir, aby otci předal zprávu o setkání s Frodem v Osgiliathu, Pipin byl u toho a dozvěděl se tak něco o osudech Froda a Sama. Faramir pak byl po roztržce s otcem poslán zpět do Osgiliathu, odkud se vrátil těsně před bitvou na Pelennorských polích. Přivezl jej Gandalf, Faramir byl velmi vážně raněn a v bezvědomí. Při bitvě byl Pipinovi svěřen úkol střežit pána Denethora, takže se bitvy nezúčastnil. Denethor však propadl zoufalství a rozhodl se ukončit svůj i synův život na hranici. Když to Pipin viděl, vypravil se hledat Gandalfa do bitvy, aby mu pomohl. Cestou narazil na Beregonda a díky jejich přátelství se ho Pipinovi podařilo přesvědčit, aby se pokusil Denethora zdržet. Gandalfa nakonec nalezl a ten Faramira uchránil před ohněm, Denethor se však upálil.
Druhý den, když se před Minas Tirith naplno rozběhla bitva, Pipin nalezl Smíška, který byl těžce raněn poté, co bodl Černokněžného krále, a dovedl ho do Domů uzdravování. Smíšek tam pak musel zůstat několik dní, takže Pipin vyrazil se svými přáteli a s vojskem k Černé bráně jako jediný z hobitů. Tažení mělo za cíl odlákat Sauronovu pozornost od Mordoru a umožnit tak Frodovi proniknout až k Hoře osudu. Během bitvy u Morannonu Pipin stál v první řadě vedle Beregonda. Když Beregond padl raněn náčelníkem obrů, Pipin náčelníka probodl, ale nestihl ustoupit a mrtvý obr padl na něj. Po bitvě ho nalezl trpaslík Gimli, který ho vytáhl a zachránil. Po uzdravení byl králem Elessarem pasován na rytíře.
Když se hobiti společně vrátili do Kraje, nalezli ho zpustošený Sarumanem a jeho uprchlíky z Železného pasu. Smíšek s Pipinem se postavili do čela povstání hobitů a v bitvě u Povodí zvítězili. Smíšek s Pipinem pak byli uznáni nejvyššími hobity, co kdy žili. Šestého roku Čtvrtého věku se Pipin oženil s o 5 let mladší Diamantou z Dlouhé stráně. Měli spolu jediného syna Faramira, který se později oženil se Samovou dcerou Zlatovláskou. Roku 13 Čtvrtého věku byl jmenován Velkým Bralem a vladykou. Král Elessar prohlásil vladyku za jednoho z rádců Arnoru. Pipin byl vladykou po celých 50 let, poté však společně se Smíškem odjeli do Rohanu a Gondoru, kde v poklidu dožili.
V roce 70 Čtvrtého věku Peregrin zemřel a byl se Smíškem pohřben v hrobce králů Rath Dínen, po boku krále Elessara.

## Film
Ve filmové trilogii Pán Prstenů od Petera Jacksona Peregrina ztvárnil skotský herec Billy Boyd. Oproti knize se v Pipinově příběhu objevuje několik rozdílů:
- Ve filmu zcela chybí setkání s Tomem Bombadilem a Mohylový duch. Arnorský mečík tak Pipin nenajde v mohyle, ale dostane jej od Aragorna.
- Oproti knize je ve filmu scéna, kdy při odpočinku během cesty Společenstva k Morii cvičí Boromir Pipina se Smíškem v boji. Ukazuje se tu hobití bojovnost i to, že mezi mladými hobity a Boromirem vzniklo přátelství.
- Ve filmové Morii si Peregrin prohlíží trpasličí těla, ale omylem shodí do jámy jednoho kostlivce. V knižní podobě chce zjistit jak je jáma hluboká a tak tam pustí kámen, ale vyzradí tak přítomnost Společenstva.
- Rozbití Společenstva je ve filmu pojato dosti odlišně. Ve filmu na sebe Pipin se Smíškem nalákají skřety, aby zajali je a Frodo mohl uniknout směrem k Mordoru. V knize je jejich situace mnohem beznadějnější, protože jsou zajati skřety, aniž by věděli, co se stalo se zbytkem Společenstva.
- Ve filmu Pipin, ale zejména Smíšek vede se Stromovousem dosti ostrou hádku, když se ho snaží přesvědčit, aby enti zaútočili na Železný pas. V knize se celé setkání se Stromovousem nese v mnohem přátelštějším duchu a pro útok na Sarumana se Stromovous rozhodne sám od sebe po domluvě s ostatními enty.
- Také Denethor se ve filmu zdá mnohem nepřístupnější a příkřejší, s Pipinem většinou jedná vyloženě nepřátelsky.
- Ve filmu Denethor odmítne zapálit gondorské majáky, aby tak přivolal pomoc z Rohanu. Proto Gandalf pošle Pipina, aby vyšplhal na hranici a tajně maják zapálil. V knize jsou majáky zapáleny, ještě než Pipin s Gandalfem do Minas Tirith dorazí.
- Ve filmu zcela chybí "vymetení Kraje", tedy závěrečná bitva se Sarumanovými Jižany, v níž se Pipin vyznamenal. Hobiti se po Válce o Prsten vrátí zpět do Kraje, který najdou válkou nedotčený.

| Vladyka Kraje           | Vladyka Kraje                   | Vladyka Kraje        |
| ----------------------- | ------------------------------- | -------------------- |
| Předchůdce: Paladin II. | 1434 – po 1484 k.l. Peregrin I. | Nástupce: Faramir I. |